# Odontesthes
Odontesthes is een geslacht van straalvinnige vissen uit de familie van koornaarvissen (Atherinopsidae).

## Soorten
- Odontesthes argentinensis (Valenciennes, 1835)
- Odontesthes bicudo Malabarba & Dyer, 2002
- Odontesthes bonariensis (Valenciennes, 1835)
- Odontesthes brevianalis (Günther, 1880)
- Odontesthes gracilis (Steindachner, 1898)
- Odontesthes hatcheri (Eigenmann, 1909)
- Odontesthes humensis de Buen, 1953
- Odontesthes incisa (Jenyns, 1841)
- Odontesthes ledae Malabarba & Dyer, 2002
- Odontesthes mauleanum (Steindachner, 1896)
- Odontesthes mirinensis Bemvenuti, 1996
- Odontesthes nigricans (Richardson, 1848)
- Odontesthes orientalis de Buen, 1950
- Odontesthes perugiae Evermann & Kendall, 1906
- Odontesthes piquava Malabarba & Dyer, 2002
- Odontesthes platensis (Berg, 1895)
- Odontesthes regia (Humboldt, 1821)
- Odontesthes retropinnis (de Buen, 1953)
- Odontesthes smitti (Lahille, 1929)
- Odontesthes wiebrichi (Eigenmann, 1928)